# Leão IV, o Cazar
Leão IV, dito Cazar (em grego: Λέων Δ΄, Leōn IV), (25 de janeiro de 750 – 8 de setembro de 780), foi imperador bizantino de 775 a 780.

## Vida
Leão era filho do imperador Constantino V e da sua primeira esposa, a cazar Irene da Cazária (Tzitzak). O seu avô materno era Bihar, um rei cazar. Leão foi coroado co-imperador pelo seu pai em 751, e casou-se com a ateniense Irene em 769. Sucedeu ao seu pai em 775.
No ano seguinte, associou o seu jovem filho, Constantino, a si mesmo como imperador, e sufocou o primeiro de uma série de levantes comandados pelos seus meios-irmãos Cristóvão e Nicéforo, provocados por essa mesma associação. Os pretendentes falhados ao trono tiveram seus olhos vazados, tonsurados e exilados.
Durante o seu curto reinado, Leão combateu o Califado Abássida de Almadi. O imperador enviou tropas para a Síria sob o comando de Miguel Lacanodraco entre 776 e 778. No entanto, as forças abássidas conseguiram fazer incursões na Anatólia em 776, 779 e 780.
Ao contrário dos seus pai e avô, Leão mostrou-se bastante tolerante para com os iconódulos e colocou no patriarcado de Constantinopla um iconófilo, Paulo de Ciro. Só no final do seu reinado, em 780, é que mandou torturar e executar uma série de oficiais iconódulos. Seguindo o exemplo do seu pai, preparou uma expedição contra os búlgaros de Kardam, mas morreu antes de obter quaisquer resultados.
Leão foi muito influenciado pela sua mulher a imperatriz Irene, e quando morreu subitamente em 780 foi a ela que coube a guarda do seu filho e sucessor, Constantino VI.

## Família
Com a sua mulher Irene, Leão IV teve apenas um filho:
- Constantino VI, que lhe sucedeu no trono.